# Rick Wakeman Live at Hammersmith
Rick Wakeman Live at Hammersmith is een livealbum van Rick Wakeman en zijn band. Het album is opgenomen door de Rak Mobile tijdens het concert van 9 mei 1985 in de Hammersmith Odeon in Londen. De opnamen zijn redelijk van kwaliteit. Het was de tournee behorende bij de release van Silent Nights, maar Rick was uitermate ontevreden over dat album; het was zijn tijd "My Great Unwanted Time". De muziek ging een richting op die hij niet wilde en kon volgen (jaren '80 synthpop of punk). Op het album staat dus muziek vanuit zijn beginperiode. De tournee bracht hem ook naar Australië waar hij een aantal concerten gaf met Sky en ook het album Behind the Planets met hun opnam.

## Musici
- Rick Wakeman – toetsinstrumenten
- Tony Fernandez – slagwerk
- Chas Cronk – basgitaar (normaliter Strawbs)
- Rick Fenn – gitaar
- Gordon Neville – zang

## Tracklist
| Nr. | Titel                                                | Duur  |
| --- | ---------------------------------------------------- | ----- |
| 1.  | Arthur                                               | 13:05 |
| 2.  | Three Wives (medley van The Six Wives of Henry VIII) | 16:51 |
| 3.  | Journey                                              | 21:56 |
| 4.  | Merlin                                               | 7:41  |